# Анийдохо, Кофи
Кофи Анийдохо (англ. Kofi Anyidoho, 1947, Уэта, Вольта, тогда Золотой берег, ныне Гана) – ганский поэт, литературовед, университетский преподаватель. Пишет на английском языке.

## Биография
Из семьи традиционных певцов и сказителей народа эве, сказительницей была его мать. Окончил университет Ганы по специальностям англистика и лингвистика, затем магистратуру Индианского университета (1980), защитил диссертацию по сравнительному литературоведению в Техасском университете (1987).
Профессор английской литературы в университете Ганы, возглавляет там Школу театрального искусства. Был приглашенным профессором в Индианском и Корнеллском  университетах. Составитель нескольких антологий современной африканской поэзии.

## Книги стихов
- Элегия к революции/ Elegy for the Revolution (1978)
- Урожай наших снов/ A Harvest of Our Dreams (1985, переизд. 1998)
- Дитя мира/ Earthchild (1985)
- Логика предков и карибский блюз/ Ancestral Logic and Caribbean Blues (1992)
- Хвалебная песнь земле/  Praise song for the land: poems of hope & love & care (2002)
- Место по имени дом/ The place we call home and other poems (2011)

## Труды
- The Pan African ideal in literatures of the Black world, Accra, Ghana Universities Press, 1989
- Transcending boundaries: the diaspora experience in African heritage literatures, Evanston, Northwestern UP, 1995
- The Word Behind Bars and the Paradox of Exile, Evanston, Northwestern UP, 1997
- Fontomfrom. Contemporary Ghanaian Literature, Theatre and Film/ Kofi Anyidoho & James Gibbs, eds., Amsterdam,  Rodop, 2000)

## Признание
Лауреат многочисленных премий (премия Лэнгстона Хьюза, премия Би-би-си за искусство и поэзию Африки, Ганская книжная премия и др.).